# Naskalnik Bricharda
Naskalnik Bricharda (Chalinochromis brichardi) – endemiczny gatunek słodkowodnej ryby z rodziny pielęgnicowatych (Cichlidae). Bywa hodowana w akwariach. Zaliczana do grupy naskalników.

## Występowanie
Strefa litoralu skalnego jeziora Tanganika, na głębokościach od 2 do 10 metrów.

## Opis
Wydłużony, walcowaty kształt ciała, w kolorze beżowym. Od górnej wargi do nasady płetwy piersiowej oraz na głowie, w okolicach oczu przebiegają czarne, nieregularne pasy. Osiąga do 12 cm długości.
Stosunkowo spokojna ryba wykazująca zwiększoną agresję w okresie tarła. Gatunek monogamiczny. Potrzebują skalistego wystroju akwarium, z wieloma szczelinami dającymi im schronienie. Samica składa ikrę na pionowych ścianach szczelin skalnych. Opieką nad potomstwem zajmują się oboje rodzice.
Dymorfizm płciowy słabo widoczny. U samców płetwy nieco dłuższe niż u samic. 

## Warunki w akwarium
| Zalecane warunki w akwarium | Zalecane warunki w akwarium |
| --------------------------- | --------------------------- |
| Zbiornik                    | średni                      |
| Temperatura wody            | 24–27 °C                    |
| Twardość wody               | twarda 8–25°n               |
| Skala pH                    | 7,3–8,8                     |
| Pokarm                      | żywy, mrożony i suchy       |